# Loxaspilates subfalcata
Loxaspilates subfalcata är en fjärilsart som beskrevs av Gustave Arthur Poujade 1895. Loxaspilates subfalcata ingår i släktet Loxaspilates och familjen mätare. Inga underarter finns listade i Catalogue of Life.